# Partner (manga)
Partner (パートナー?, Pātonā) è uno shōjo manga scritto e disegnato dalla famosa mangaka Miho Obana.
Il manga, pubblicato per la prima volta nel settembre del 1999, è composto da 3 volumi. L'opera è stata pubblicata in Italia dalla Dynit nel maggio del 2006.
Con Partner, che al contrario delle sue altre opere ha toni molto più cupi e spaventosi, la Obana dimostra di essere abile anche nel realizzare una storia horror/fantascientifica.

## Trama
Nae e Moe Osawa, assieme agli amici Takeshi e Ken Soeda, sono tra i ragazzi più popolari della scuola poiché sono due coppie di gemelli molto belli. Ken e Moe sono fidanzati e Takeshi corteggia Nae; quest'ultima era però segretamente innamorata di Ken, ma ha rinunciato a lui per amore della sorella. Una sera, però, Nae scopre che Moe ha sempre saputo del suo amore per Ken e ha continuato a frequentarlo senza battere ciglio, e le due gemelle litigano. Nae, sentendosi in colpa, decide di comprare per Moe un bellissimo regalo di compleanno per fare pace. Arrivata a casa, però, arriva una terribile notizia: Moe, dopo aver comprato a Nae un regalo di compleanno identico al suo, è morta investita da un'automobile. Al dolore per la perdita di Moe si aggiunge ben presto anche quello per la scomparsa del suo cadavere che nessuno riesce a spiegarsi. Passano alcuni mesi, ma Nae e Ken, seppur sostenuti da Takeshi, faticano a riprendersi. I due vengono alla fine convinti ad andare in vacanza a casa di un amico, dove sembrano ritrovare un po' di serenità. Un giorno, però, i tre amici vedono per strada una ragazza che assomiglia moltissimo a Moe; questa, raggiunta da Ken, si gira e mostra di essere davvero la loro amica. A questo punto, però, la situazione precipita: il braccio di Moe, a cui Ken si era saldamente aggrappato, si stacca e la ragazza sale in una macchina che fugge a tutta velocità. Nae, Ken e Takeshi seguono l'automobile e arrivano a uno strano edificio, dove vengono catturati da uomini armati. Qui vengono a conoscenza del progetto LSP ideato dal professor Koushin, che consiste nel creare una nuova razza riportando in vita cadaveri; Moe è proprio l'ultimo di questi esperimenti.

## Personaggi
- Nae Osawa è la sorella gemella maggiore di Moe. Sin da piccola non riesce ad esprimere i suoi sentimenti e questo la porterà ad avere un complesso di inferiorità nei confronti della sorella che, dicendo sempre quello che desidera, ottiene sempre quello che lei vorrebbe. Così nonostante Nae sia innamorata di Ken non ne fa parola con la sorella, che si fidanza con lui, e quando viene a sapere che Moe sapeva del suo amore si arrabbia violentemente con lei. Takeshi ne è innamorato e lei non capisce perché anche lui, come gli altri, non preferisce la sorella, ma lo respinge comunque. Fa parte del club di kendō ed è considerata da molti decisamente più mascolina della sorella.
- Moe Osawa è la sorella gemella minore di Nae. Ingenua e pasticciona, è la fidanzata di Ken. Senza volerlo, fa arrabbiare Nae e per riconciliarsi con lei le compra per regalo di compleanno una collana (che è la stessa scelta da Nae per lei), ma uscita dal negozio viene investita da un'auto. Viene usata dal professor Tojo per i suoi esperimenti e così torna in vita come il type 04, ma la sua coscienza non è più quella di prima. È una persona molto dolce ed estroversa, al contrario della sorella, nonché molto più femminile.
- Takeshi Soeda è il fratello gemello minore di Ken. È terribilmente innamorato di Nae, anche se lei non fa altro che respingerlo per via del suo lato un po' frivolo. È lui a fare il primo passo nell'amicizia fra le due coppie di gemelli grazie al suo spirito allegro. È una persona impulsiva e decisamente irrequieta, cosa che gli nuocerà gravemente nel laboratorio.
- Ken Soeda è il fratello gemello maggiore di Takeshi. È fidanzato con Moe, ma è segretamente amato anche da Nae. Quando rincontra Moe durante la vacanza le afferra violentemente il braccio strappandolo dal resto del corpo. Anche il type 04, come prima Moe, si affeziona molto a lui chiedendo frequentemente la sua presenza, ma presto non riuscirà a reggere la situazione trovandosi davanti alla sua ex-fidanzata morta che non riesce a riconoscerlo. È un ragazzo molto sensibile e più fragile di quanto dia a vedere.